# Bola 9
Bola 9 (en anglès: nine-ball, de vegades escrit 9-ball) és una modalitat contemporània de billar americà, amb els inicis històrics arrelats als Estats Units i traçables als anys vint del segle xx.
El joc es pot jugar tant en entorns socials com lúdics, per qualsevol nombre de jugadors (generalment un contra un), i pot estar subjecte a les normes acordades prèviament, o a les establertes en la lliga o torneig en qüestió.
Durant gran part de la seva història aquesta especialitat ha estat coneguda com un joc d'aposta, tant en entorns professionals com recreatius, però s'ha acabat establint com a alternativa legítima a les modalitats bola 8 i pool continu, així com a altres jocs de competició.
En les darreres dècades, la bola 9 s'ha convertit en la modalitat dominant en billar professional a la World Pool-Billiard Association, a la Women's Professional Billiard Association i a la Professional Professional Poolplayers Association dels Estats Units. Les partides són ràpides, adequant-se a les restriccions dels temps televisius.